# Исаков, Виктор Дмитриевич
Ви́ктор Дми́триевич Иса́ков (1934—2008) — советский хозяйственный, государственный и политический деятель, Герой Социалистического Труда.

## Биография
Родился в 1934 году в посёлке Фролищи. Член КПСС.
С 1953 года — на хозяйственной, общественной и политической работе. В 1953—1994 гг. — аппаратчик в цех № 8а оборонного завода имени Я. М. Свердлова, военнослужащий Советской Армии, старший аппаратчик завода имени Я. М. Свердлова Министерства машиностроения СССР в городе Дзержинске Горьковской области.
Указом Президиума Верховного Совета СССР от 26 апреля 1971 года за выдающиеся заслуги в выполнении заданий пятилетнего плана и создание новой техники присвоено звание Героя Социалистического Труда с вручением ордена Ленина и золотой медали «Серп и Молот».
Делегат XXV съезда КПСС.
Умер в Дзержинске в 2008 году.